# Stagno d'Alcontres
La famiglia Stagno è una famiglia nobiliare siciliana, di origine normanna residente principalmente nella provincia di Messina.
Con l'avvento della Repubblica Italiana e seguendo il secondo comma dell'art. XIV della costituzione aggiunse al cognome il predicato d'Alcontres.

## Storia
La famiglia Stagno viene fatta risalire a don Berengario Estañol, nobile spagnolo, consigliere del re Federico III di Sicilia, supremo governatore del ducato di Neopatria, Duca vicario del Ducato di Atene dal 1312 al 1317, e discendente dell'antica famiglia degli Estaing francesi, baroni e conti d'Estaing in Rouergue, il cui antenato Bernardo, secondo la leggenda, combatté alla battaglia di Poitiers nel 732 d.C. Primo a fermarsi a Messina fu Tommaso, familiare del re Ludovico d'Aragona, investito nel 1314 dei titoli di barone di Scuderi, Passarelli e Calandrino, e per l'importanza della famiglia nella provincia fu concesso il trattamento di Don.
Seguirono illustri discendenti oltre a un gran numero di senatori, sindaci, consoli, podestà, cavalieri di Malta, confrati del Grande Ospedale, governatori degli Azzurri, de' Bianchi e altro.
Guglielmo venne nominato nel 1365 dal re Federico III di Sicilia ajo e direttore dell'infante di Spagna e nel 1369 ebbe il privilegio di "domesticum familiarem et fidelem nostrum". 
Manfredo, figlio di Guglielmo e già "miles portulanensis", divenne Catapano dell'uffizio portulanoto della Licata, investito del feudo nel 1408 dal re Martino I di Sicilia; il figlio Giovanni Antonio, fu investito nel 1455 della metà dei Terraggi di Licata, titolo che passò di padre in figlio fino almeno a Giuseppe che ne fu investito nel 1632.
Nel 1603 Giuseppe era senatore cittadino di Messina, carica ricoperta anche dal figlio Antonio nel 1644. Dall'unione di quest'ultimo con Francesca Messina nacque nel 1639 Giovanni, investito conte di Cassandola dal re Carlo II di Spagna il 6 gennaio 1685 a Madrid e poi confermato il 29 agosto dal re di Sicilia.
Pronipote secondogenito di Giovanni fu Antonio, quarto conte di Cassandola, che sposò donna Maria Teresa Navarra, contessa di Bahria a Malta, iniziandovi il ramo Stagno Navarra.

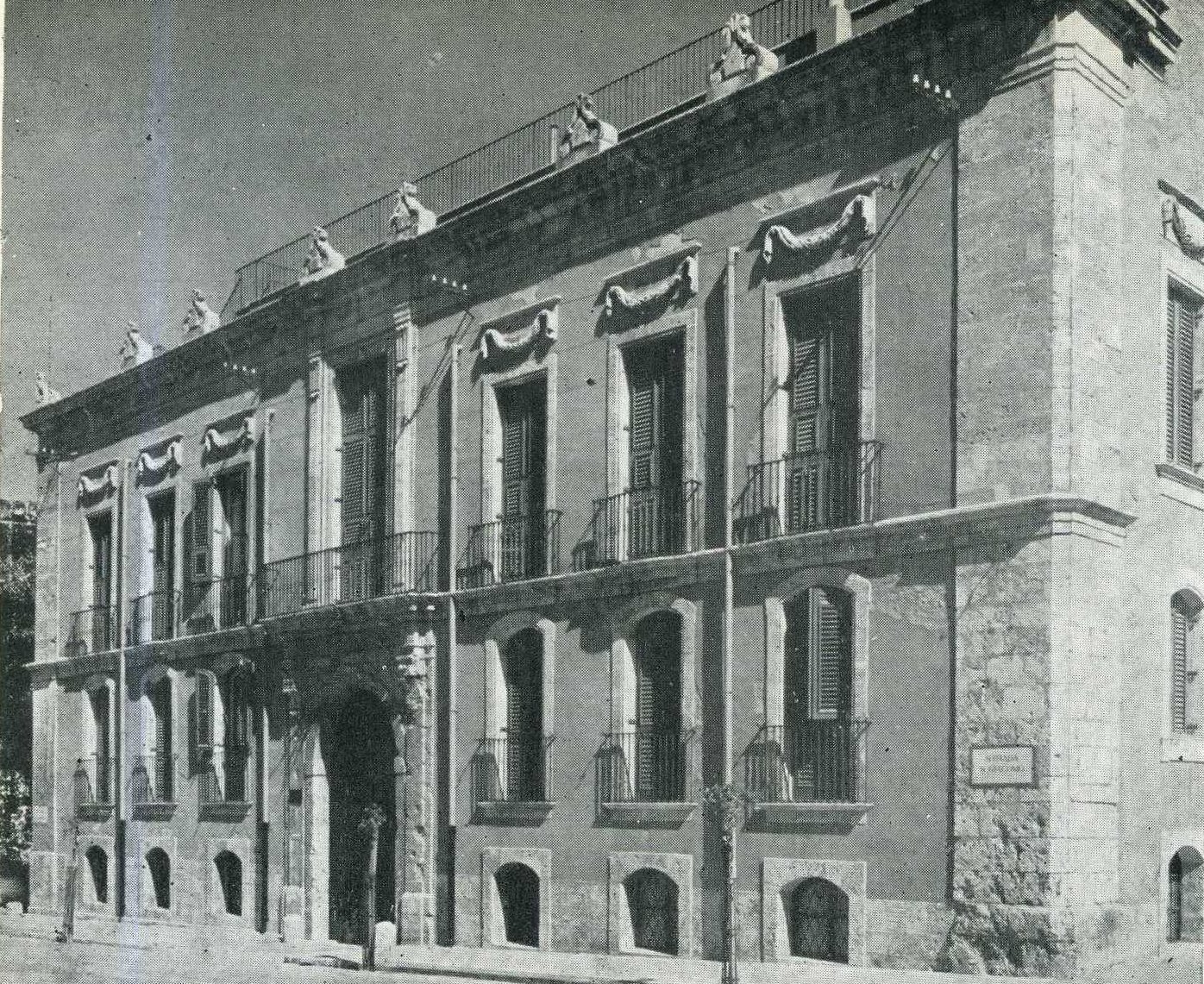
Palazza Calapaj - Stagno in piazza Duomo a Messina

Un Pietro Stagno, già dal 1700 barone di Scuderi, Passarelli e Calandrino e senatore di Messina venne nominato nel 1735 barone delle Saline di Castrogiovanni come erede del cugino Francesco Campolo e venne ricordato come fedele servitore di Luigi XIV di Francia nelle Fiandre.

### Principi di Alcontres, di Montesalso e di Palizzi
Giuseppe, già barone di Scuderi, Passarelli e Calandrino venne investito nel 1743 signore dei Terragi di Licata, nel 1751 barone di Salina e nel 1758 acquistò da don Antonio Termine il titolo di Casteltermine, che commutò in Montesalso diventandone principe il 9 luglio 1792. Dall'unione con Angela Saccano nacque nel 1760 il primogenito Pietro, secondo principe di Montesalso, nel 1761 la sorella Paola, data in sposa a Vincenzo Alliata di Saponara, e nel 1763 il fratello Francesco che, su desiderio della madre, ne assunse il cognome, iniziando il ramo Saccano-Stagno.
Pietro sposò donna Letteria Ardoino e La Rocca, da parte di padre principessa di Palizzi, marchesa della Floresta, baronessa di Placa Bajanna, signora di Grassura e grande di Spagna di prima classe, e da parte di madre principessa di Alcontres, marchesa di Soreto e Roccalumera e contessa di Quintana: dalla loro unione nacquero nel 1792 Giuseppe, terzo principe di Montesalso, e nel 1794 Carlo, quarto principe di Montesalso, terzo principe di Alcontres e Palizzi, marchese della Floresta, Soreto e Roccalumera, barone di Placa Bajanna, conte di Quintana e signore di Grassura. Dal suo matrimonio con donna Ildefonsa Asmundo dei principi di Gisira nacque nel 1820 il primogenito Pietro, quinto principe di Montesalso, quarto principe di Alcontres e Palizzi.
Questi sposò a sua volta donna Anna Cumbo Proto, ed ebbe come figli:
- Teresa, sposa al principe Alvaro Villadicani),
- Carlo, sesto principe di Montesalso, quinto principe di Alcontres e Palizzi, marchese della Floresta e di Roccalumera, barone di Placa Bajanna.
- Antonino, marchese di Soreto, sposò Giulia Spadafora di Gregoria dei principi di Sant'Elia),
- Giuseppe, conte di Quintana, sposò Angelica Costarelli,
- Ildefonsa, sposa di Giovan Battista Calapaj,
- Enrica (detta Enrichetta), sposa del barone Domenico Cianciolo,
- Laura, sposa di Ernesto Cumbo,
- Maria, sposa di Tommaso Cassisi,
- Guglielmo, canonico della Protometropolitana.

Dall'unione di Carlo, sesto principe di Montesalso, con donna Giovanna Monroy Ventimiglia dei principi di Pandolfina e San Giuseppe (ultima del nome), nacquero:
nel 1860 Pietro, quinto principe di Alcontres, quinto principe di Palizzi, marchese di Roccalumera, barone di Placa Bajanna, 
- nel 1860 Alberto, settimo principe di Montesalso, e sposo di Ildefonda Calapaj,
- nel 1863 Ferdinando, marchese della Floresta, sposo della cugina Maria Teresa Villadicani, principi di Mola (nipote di Teresa Stagno e Alvaro Villadicani)
- Guglielmo, conte di Quintana, sposo di Giuseppina Tuminelli;
- Felicietta, sposa di Filippo Prato
- Teresa,
- Michelina, sposa di Pietro Ilardi,
- Maria
- Anna .

Per tradizione familiare, alcuni dei titoli principali venivano concessi in vita ai secondi e ulteriori figli, ritornando al primogenito alla loro morte.
Pietro non ebbe figli e i due rami (discendenti di Alberto e di Ferdinando) attualmente presenti a Messina sono riportati di seguito.
Dall'unione del principe Alberto con donna Ildefonsa Calapaj, nobile di Calapaj nacquero: 
- Giovanna, sposa dell'ammiraglio Vincenzo Savino, barone di Auletta,
- Maria Carla, sposa di Carmelo Salleo, barone di San Filippo,
- Alberta, sposa del ministro Gaetano Martino e madre del ministro Antonio Martino
- nel 1913 Carlo, principe di Alcontres e di Palizzi, deputato della prima legislatura,
- nel 1915 Pietro, ottavo principe di Montesalso
- nel 1917 Guglielmo, rettore dell'Università di Messina,
- nel 1920 Ferdinando, banchiere e presidente dell'Assemblea regionale siciliana.
- Adele.

Dall'unione del marchese Ferdinando con la cugina donna Maria Teresa Villadicani dei principi di Mola, marchesa di Condagusta, baronessa di Lando, Pirago e Cartolano (nipote del cardinale Francesco di Paola Villadicani) nacquero:
- Giovanna, sposa di Enzo Ainis
- Matilde,
- Teresa, sposa di Gaetano Orlandi
- Emma,
- nel 1912 Carlo, senatore della Repubblica e presidente del Messina calcio
- Anna Maria

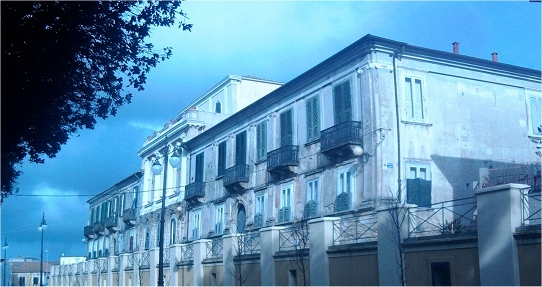
Palazzo Stagno a Vibo Valentia

Nella famiglia Stagno si sono estinte altre famiglie dal '600 in poi: Ardoino (Letteria Ardoino sposa Pietro), Navarra (Maria Teresa Navarra sposa Antonio), Saccano (Angela Saccano sposa Giuseppe) e dei Villadicani. Son altresì imparentati con le principali famiglie nobili delle Due Sicilie, tra cui Alliata e Ruffo della Floresta.
Per questi motivi la famiglia Stagno ha moltissimi titoli, come d'altronde tante altre famiglie siciliane, che corrispondevano a feudi sia in Sicilia che in Calabria (in particolare nei dintorni di Vibo Valentia). Nel tempo i feudi o sono stati ceduti o venduti, ma la famiglia mantenne i titoli. Col passaggio dal Regno delle Due Sicilie al Regno d'Italia, non fu pagata la forte tassa per il riconoscimento di alcuni dei titoli minori.

## Arma
L'arma della famiglia Stagno è d'oro con 5 fasce ondate diminuite d'azzurro. La corona è quella da Principe chiusa, in quanto Pari di Sicilia e Grandi di Spagna. Hanno diritto al trattamento di Don e all'appellativo di Eccellenza. I maschi non primogeniti e le femmine non sposate hanno diritto al predicativo Principe senza determinativo.

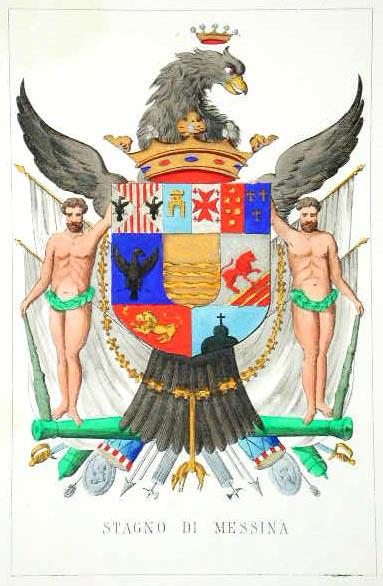
Blasone completo del 1856

I principi Stagno d'Alcontres, per tradizione secolare, uniscono i vari quartieri di successione e di alleanza all'interno dello stemma completo:

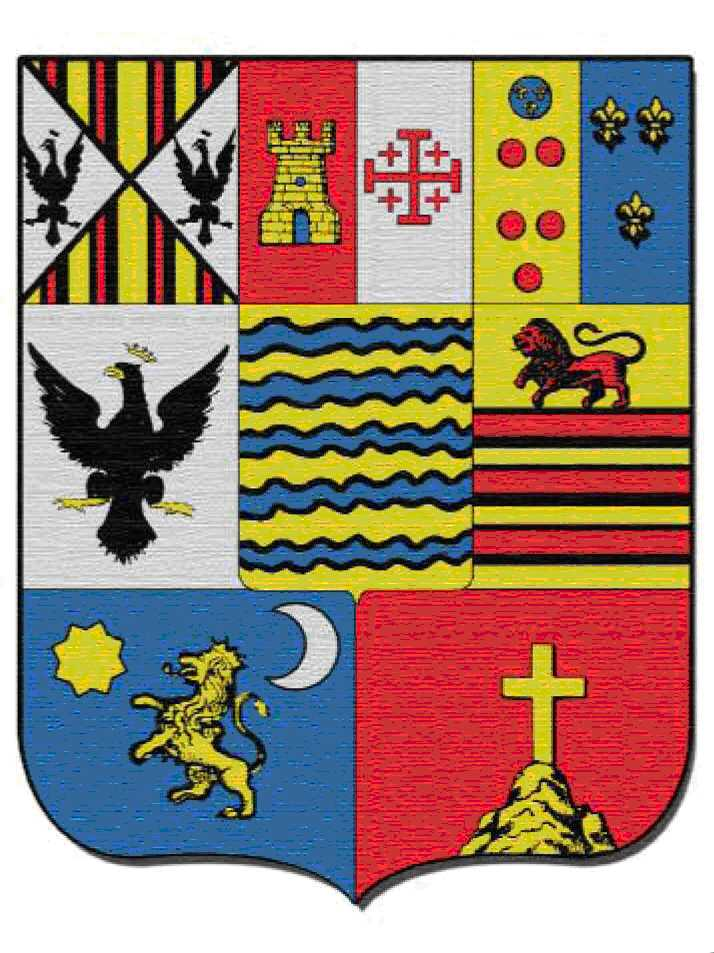
Scudo Stagno completo

- Capo: Il terzo superiore raffigura quattro stemmi. Nel cantone destro del capo è raffigurato lo stemma Aragona in Sicilia (arma in croce di Sant'Andrea il capo e la punta d'oro, con quattro pali di rosso, ed ai fianchi l'aquila nera in campo d'argento). Nel 1° partito del capo è raffigurato lo stemma di Castiglia (arma di rosso al castello d'oro, aperto e finestrato d'azzurro) mentre nel 2° partito del capo è raffigurato lo stemma dell'Ordine equestre di Gerusalemme (arma d'argento alla croce potenziata di rosso accantonata da quattro croci dello stesso). Il cantone sinistro del capo rappresenta infine lo stemma dei Medici (Arma d'oro a cinque palle di rosso in posizione 2,2,1, con in capo una sesta più grande e d'azzurro caricata di tre gigli d'oro posti 2,1)
- Fascia: La parte centrale dello scudo raffigura tre stemmi. Nel fianco destro è raffigurato lo stemma degli Ardoino (arma con campo diviso: nel 1° d'argento, con una aquila nera coronata; nel 2° d'azzurro con un leone d'oro coronato, accompagnato da una mezza luna d'argento situata nel fianco destro dello scudo, e da una stella d'oro). Nel cuore è raffigurato lo stemma degli Stagno (arma d'oro a 5 burelle bordata d'azzurro). Nel fianco sinistro è raffigurato lo stemma degli Asmundo (arma d'oro a tre fasce di rosso sormontate nel capo dal leone leopardato dello stesso)
- Punta: La parte inferiore dello scudo raffigura due stemmi. Il cantone destro della punta è riconducibile alla parte inferiore dell'arma degli Ardoino (leone d'oro coronato, accompagnato da una mezza luna d'argento situata nel fianco destro dello scudo, e da una stella d'oro). Il cantone sinistro della punta raffigura lo stemma dei La Rocca (arma di rosso, con una croce di oro, piantata sopra un monte di tre cime. Corona di principe).
- Lo scudo è sormontato da una corona da principe chiusa ed un'aquila sorante (che sta spiccando il volo) rivoltata (testa rivolta verso il fianco sinistro dello scudo), sostenuto dai tenenti giganti di Spagna e circondato dal collare dell'Ordine del Toson d'oro.

## Persone illustri
Per meglio individuare i personaggi, viste le tante omonimie, è stato citato il cognome della madre. 
- Guglielmo Stagno d'Alcontres (1841 - 1904), vescovo ausiliare di Messina e titolare di Arabisso
- Giuseppe Stagno Cumbo d'Alcontres (1859 - 1931), ufficiale militare, geografo e glaciologo.
- Pietro Stagno Monroy d'Alcontres (1860 - 1951),
- Alberto Stagno Monroy d'Alcontres (1860 - 1941), ufficiale
- Ferdinando Stagno Monroy d'Alcontres (1863 - 1953), podestà di Messina.
- Carlo Stagno Villadicani d'Alcontres (1912 - 1955), senatore della Repubblica e presidente del Messina calcio.
- Carlo Stagno Calapaj d'Alcontres (1913 - 1981), deputato della Repubblica.
- Pietro Stagno d'Alcontres (1915 - 2000), Presidente Sezione Ambiente e Sanità Pubblica, Parlamento Europeo, Lussemburgo.
- Guglielmo Stagno Calapaj d'Alcontres (1917 - 2003), rettore dell'Università di Messina dal 1983 al 1995.
- Ferdinando Stagno Calapaj d'Alcontres (1920 - 1976), banchiere e presidente dell'Assemblea regionale siciliana.
- Alberta Stagno Calapaj d'Alcontres (1912 - 2002), moglie del ministro Gaetano Martino e madre del ministro Antonio Martino.
- Guglielmo Stagno d'Alcontres (1941 - 2018), Presidente emerito del Comitato Regionale C.R.I. della Sicilia
- Alberto Stagno d'Alcontres (1950 - viv.), docente di Diritto Commerciale all'Università di Palermo. Già commissario ESPI e presidente CRI Sicilia.
- Francesco Stagno d'Alcontres (1955 - viv.), deputato della Repubblica